# Lago Washington
El lago Washington (del inglés: Lake Washington) es un lago de agua dulce de Estados Unidos, situado en el estado de Washington. Es un lago cintiforme de origen glaciar.

## Geografía
El lago Washington es el segundo lago más grande del estado de Washington después del lago Chelan y el más grande del condado de King. Está situado entre las ciudades de Seattle al oeste, Bellevue y Kirkland al este, Renton en el sur y Kenmore en el norte. Al sur del lago se encuentra la isla Mercer. Sus principales afluentes son el río Sammamish en el extremo norte y el río Cedar en el sur.La compañía aérea Kenmore Air dispone de un servicio de hidroaviones de pasajeros y opera desde el aeropuerto de Kenmore Air Harbor, al norte del lago .
La profundidad media del lago es de 32,9 m, con una máxima de 65,2 m y tiene un volumen de agua de 2,9 km³.

### Ríos y arroyos
Además de los ríos Sammamish y Cedar, numerosos ríos y pequeños arroyos alimentan el lago, entre los que se encuentran :
- Ravenna Creek
- Thornton Creek
- Kelsey Creek
- Juanita Creek
- Coal Creek

## Toponimia
El lago Washington recibió su nombre actual en 1854 después que Thomas Mercer sugiriese nombrarlo George Washington, como el nuevo Territorio de Washington que había sido nombrado el año anterior. Los indios Duwamish lo llamaban el «lago Xacuabs» (en lushootseed: literalmente, «gran cantidad del agua»). el Aire de Kenmore maneja el servicio de hidroavión de pasajeros en el Puerto de Aire de Kenmore al final del norte del lago.

## Canales y puentes
Antes de la construcción del Canal del lago Washington en 1916, la salida del lago era río Black, que se unía con el río Duwamish hasta la bahía de Elliott. Cuando el canal fue abierto, el nivel del lago bajó casi tres metros. El canal que lo une con el Puget Sound se convirtió en la mayor salida del lago, causando la desecación del río hasta su desaparición.
Se utilizó hormigón flotante para construir los puentes que atraviesan el lago, ya que la profundidad del lago y sus fondos fangosos impedían la colocación de pilares para la construcción de una calzada o un puente colgante, respectivamente . Los puentes consisten en pontones huecos que flotan encima del lago, anclados con cables entre sí y con los pesos en el fondo del lago. La carretera se construye encima de los pontones.
Cuatro puentes cruzan el lago Washington. El puente flotante Evergreen Point, en la carretera estatal 520, que une los barrios de Montlake, en Seattle, y Medina. El puente Lacey V. Murrow Memorial y el puente Homer M. Hadley Memorial, en la interestatal 90, que va desde el barrio de Mount Baker, en Seattle, a la isla Mercer. El puente East Channel lleva la interestatal 90 desde la isla Mercer a Bellevue. Los puentes de Evergreen Point, Lacey V. Murrow, y Homer M. Hadley Memorial son, respectivamente, el primero, segundo y quinto puente de pontones más largos del mundo.
Muchos cuestionaron la eficacia de la los puente de pontones tras el hundimiento de una parte del puente V. Lacey Murrow el 25 de noviembre de 1990. Sin embargo, el Departamento de Transporte del Estado de Washington (WSDOT) tras una investigación reveló que el incidente se debió a la inadecuada manipulación del agua de hidrodemolición que se utilizó durante la restauración del puente, y no en un fallo en el concepto o diseño del puente. Este tipo de puentes siguen siendo un medio viable para el tráfico rodado en el Lago Washington.
En 1950, aproximadamente un año después de la eliminación de los peajes del puente de Murrow, el sistema interior de ferrys en el lago llegó a su fin, que había operado desde 1880.

## Ciudades y pueblos del lago
Las ciudades y pueblos que rodean en lago, yendo en el sentido de las agujas del reloj desde el oeste son: Seattle, Lake Forest Park, Kenmore, Kirkland, Yarrow Point, Clyde Hill, Hunts Point, Medina, Bellevue, Beaux Arts Village, Newcastle y Renton. La ciudad de la Isla Mercer ocupa la isla del mismo nombre, en la mitad sur del lago. 
El área de Lago Washington presume de varias zonas de alto nivel económico. Bill Gates tiene su residencia en Medina y Paul Allen vivía en la isla Mercer.

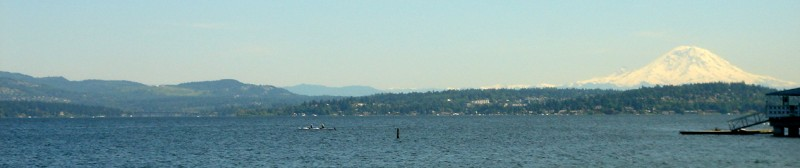
Vista del lago con la isla Mercer y el Monte Rainier al fondo